# مطار غازي عنتاب الدولي
مطار غازي عنتاب الدولي (بالتركية: Gaziantep Havalimanı) هو مطار عام في غازي عنتاب، تركيا. تم افتتاحه عام 1976 على بعد 20 كم من المدينة. تم توسيع مطار غازي عنتاب مع بدء البناء في عام 1998، وحقق مكانة المطار الدولي في عام 2006. تغطي صالة الركاب مساحة 5.799 م 2 وبها موقف سيارات يتسع لـ 400 سيارة.

## شركات الطيران
| شركـات طيـران          | الوجهات |
| ---------------------- | --- |
| الأناضول جت            | مطار إيسنبوغا الدولي، Bursa، مطار أربيل الدولي، مطار إرجان الدولي، مطار صبيحة كوكجن الدولي |
| Corendon Airlines      | موسمي: مطار كولونيا بون الدولي |
| الخطوط الجوية العراقية | مطار بغداد الدولي |
| خطوط بيغاسوس           | مطار دوسلدورف الدولي، مطار أربيل الدولي، مطار إرجان الدولي، مطار صبيحة كوكجن الدولي، مطار عدنان مندريس |
| صن إكسبريس             | مطار أنطاليا، مطار برلين براندنبرغ، مطار دوسلدورف الدولي، مطار فرانكفورت، مطار عدنان مندريس، مطار ميونخ الدولي، مطار شتوتغارت الدولي، مطار زيورخ الدولي موسمي: مطار جنيف الدولي (تبدأ في 26 يونيو 2023)، مطار هانوفر لانغنهاغن، مطار لندن لوتن |
| الخطوط الجوية التركية  | مطار إسطنبول الدولي موسمي: مطار بازل - ميلوز - فريبورغ الأوروبي، مطار برلين براندنبرغ، مطار دوسلدورف الدولي، مطار فرانكفورت، مطار هامبورغ، مطار ميونخ الدولي، مطار شتوتغارت الدولي، مطار فيينا الدولي، مطار زيورخ الدولي                       |